# 교황 베네딕토 9세
교황 베네딕토 9세(라틴어: Benedictus PP. IX, 이탈리아어: Papa Benedetto IX)는 총 세 번 역임한 교황(재위: 1032년 10월 ~ 1044년 9월, 1045년 4월 ~ 5월, 1047년 11월 ~ 1048년 7월)이다. 본명은 테오필락투스 3세(Theophylactus III)이다. 20대 즈음에 교황으로 선출되었던 그는 기독교 역사상 최연소 교황 중의 한 사람이며, 결혼하기 위해 퇴임한 교황이자, 두 차례 이상 교황이 된 유일한 사람이면서, 교회 역사상 유일하게 교황직을 매각한 교황이기도 하다.

## 약력
베네딕토 9세는 투스쿨룸 백작 알베릭 2세의 아들이며, 교황 베네딕토 8세와 교황 요한 19세의 조카이다. 알베릭 2세는 자기 아들을 교황으로 만들기 위해 노력했으며, 그 결과 1032년 10월 그의 아들이 교황으로 선출되었다.
《가톨릭 백과사전》에 의하면, 베네딕토 9세가 교황으로 선출되었을 당시 나이는 20세라고 한다. 하지만 11세나 12세였다고 전하는 기록들도 존재한다. 베네딕토 9세는 굉장히 방탕하게 살았다고 전해지며, 권세 있는 유력한 집안에 속한다는 점을 제외하고는 교황이 될 자격이 없었다고 한다. 다만 신학적인 문제에 있어서 그는 전적으로 정통 기독교 신앙에 충실한 입장이었다. 성 베드로 다미아노는 그를 가리켜 부도덕한 행위를 즐기던 사람이라고 말했으며, 반교황주의 역사학자인 페르디난드 그레고로비우스는 “지옥에서 온 악마가 사제의 탈을 쓰고 베드로좌를 차지하였으며, 불손한 언행으로 교회의 거룩한 신비를 모독했다”고 평가했다. 《가톨릭백과사전》은 베네딕토 9세를 가리켜 ‘베드로좌를 더럽혔다’고 평가하였다. 더불어 남색을 즐겼을 뿐만 아니라 교황궁인 라테라노 궁전에서 주지육림을 벌였다고 전해진다.
베네딕토 9세는 당시 피아첸차 교구장인 벤노 주교로부터 추잡한 간음과 살인 행위를 저질렀다는 비난을 받기도 했다. 교황 빅토르 3세는 자신의 대화록 3집에서 “베네딕토 9세는 강간과 살인 뿐만 아니라 그 밖에 차마 입에 담을 수 없는 폭력과 남색 행위를 저질렀다. 교황으로서 그의 삶은 극도로 불쾌했으며, 상스러웠고, 형편없었으며, 나는 그를 생각하기만 해도 소름이 끼친다”고 비판했다.
그의 재위 12년 간은 평화스러워 크레모나와 스펠로에서 신성 로마 제국 황제 콘라트 2세도 자유롭게 만나고 마르세유도 여행하였다. 신성 로마 제국이 불법적으로 밀라노의 대주교 헤리베르트를 파직시키자 교황은 황제를 파문하였다.

1044년 9월 로마에서 크레센티파에 의해 반란이 일어나 베네딕토 9세를 내쫓고 사비나의 주교 조반니가 교황 실베스테르 3세로 명명하여 교황좌에 올랐다. 베네딕토 9세는 1045년 4월 군대를 이끌고 로마로 돌아와 실베스테르 3세를 내쫓고, 다시 교황직에 복귀하였다. 사비나로 물러난 실베스테르 3세는 자신은 정당한 교황임을 주장하며 복귀하려는 노력을 포기하지 않았다.
1045년 말, 베네딕토 9세는 거액의 돈을 받고 요한 그라시아누스에게 교황직을 양도하였다. 요한 그라시아누스는 교황 그레고리오 6세라는 이름으로 교황좌에 앉았다. 베네딕토 9세가 사임한 이유는 혼인하기를 원했기 때문이였다. 그러나 곧 베네딕토 9세는 이를 번복하여 사임의 뜻을 철회하고 다시 자신이 교황이 되어야 한다고 주장하기 시작했다. 교회가 혼란스러위지자 개혁파 성직자들이 황제 하인리히 3세에게 중재를 요청하였다. 황제는 사태를 수습하기 위해 이탈리아를 방문하였다.
1045년 12월, 하인리히 3세가 개입하여 소집된 수트리 공의회에서는 베네딕토 9세와 실베스테르 3세의 교황직 박탈을 선언하고 그레고리오 6세에게는 사임하라는 권고를 내렸다. 그레고리오 6세가 정당한 절차를 거치지 않고 베네딕토 9세에게서 돈을 받고 교황직을 넘겨받았다는 이유 때문이었다. 밤베르크의 주교 수이드거가 그레고리오 6세의 뒤를 이어 교황좌에 올랐는데, 그가 바로 교황 클레멘스 2세이다.
베네딕토 9세는 수트리 공의회에 참석하지 않았을 뿐만 아니라 자신의 폐위도 받아들이지 않았다. 1047년 8월 클레멘스 2세가 선종하자, 베네딕토 9세는 그 해 11월에 라테라노 궁전을 접수하였다. 그러나 1048년 7월 독일군에 의해 축출되었다. 권력의 공백을 채우기 위해 브릭센의 주교 포포가 교황 다마소 2세로 선출되어 보편적으로 그 정당성을 인정받았다. 그리고 베네딕토 9세는 끝까지 자신의 폐위를 받아들이지 않다가 1049년 성직매매 혐의로 고발되어 파문당했다.
베네딕토 9세의 말년에 대해서는 알려진 바가 불분명하지만, 결국 교황직을 포기한 것으로 보인다. 교황 레오 9세는 그에게 내려진 파문을 철회하였다. 베네딕토 9세는 1056년에 선종하여 그로타페라타 수도원에 안장되었다. 수도원 아빠스의 기록에 따르면, 베네딕토 9세는 그동안 자신이 저질렀던 모든 죄를 뉘우쳤다고 한다.

## 같이 보기
- 교황 관련 결혼과 불륜 기록